# Eduardo Nicol
Eduardo José Gregorio Nicol i Franciscá (Barcelona, 13 de diciembre de 1907 - México, 6 de mayo de 1990), conocido como Eduardo Nicol, fue un filósofo mexicano de origen español que escribió la mayor parte de su obra en español.
Nacido en Barcelona, cursó los estudios de filosofía en la Universidad de Barcelona. Impartió clases en dicha universidad. Fue miembro de la Federación de Trabajadores de la Enseñanza del sindicato UGT, de la que fue además secretario en Cataluña en septiembre de 1936. Durante la Guerra Civil combatió al lado del bando republicano. Se exilió en Francia el 7 de febrero de 1939 y estuvo internado en el campo de concentración de Argelès sur Mer. En mayo embarcó en el vapor Sinaia rumbo a México, llegando a Veracruz el 13 de junio (finalizada la guerra en España).
Al año siguiente de su llegada a México ya formaría parte de la Facultad de Filosofía y Letras, lugar que sería su hogar por más de 50 años. Ya en la UNAM, revalidó estudios, y obtuvo el doctorado en filosofía, ingresó a la cátedra en la Facultad de Filosofía y Letras de la Universidad Nacional Autónoma de México. En 1940 obtuvo la nacionalidad mexicana. Fundó en 1955 el anuario de Filosofía «Diánoia» y recibió el título de profesor emérito de esa institución. Fue fundador (junto con Eduardo García Máynez) del Instituto de Investigaciones Filosóficas de la Universidad Nacional Autónoma de México (antes llamado Centro de Estudios Filosóficos). El 30 de noviembre de 2012 el Instituto de Investigaciones Filológicas de esta misma casa de estudios incorporó a su acervo bibliográfico (integrada por 3419 fichas) la biblioteca personal de este pensador del siglo XX.

## Pensamiento
Nicol entra en la filosofía por el lado psicológico. Vivir es estar en situaciones innumerables, cambiantes. Hay situaciones fundamentales -en que estamos en cuanto hombres-, situaciones límites -en que se vive, inevitablemente, la finitud humana-, situaciones permanentes -sexo, disponibilidades constitucionales-, situaciones no permanentes -la económica, la social- que guardan relación con el destino, el azar y el carácter. Su pensamiento, estaba basado en la expresión.  La teoría del conocimiento propuesta por él, suponía una teoría del reconocimiento en la que dos sujetos identifican los sucesos y objetos como una realidad común, lo que consigue superar las distinciones entre la subjetividad y la objetividad)
También se ha señalado que la filosofía de Eduardo Nicol es, antes que cualquier otra cosa, un sistema de metafísica, entendida esta como el entramado de la ontología y la gnoseología en el nivel de los fundamentos. La propuesta nicoliana se conoce como fenomenológico-dialéctica, en la cual la Metafísica es entendida como la ciencia del ser y del conocer. El que conoce es el ser de la expresión. Nicol asume la expresión como la unidad óntico-ontológica en la que se manifiesta la forma común de ser humana (todo ser humano es expresivo) y el modo individual de existencia (todo ser humano expresa su modo de ser). El principio básico de este sistema es: el ser está a la vista.Ya que lo que no es siempre se predica a partir de algo que es o está siendo. Este principio quiere decir, por una parte, que no hay separación entre una realidad múltiple y cambiante y un ser unitario y estático: el ser mismo se nos presenta de hecho a la vez con los caracteres de la unidad y la temporalidad. Por otra parte, el principio quiere decir que tampoco hay separación entre las opiniones no científicas y el conocimiento: aun en las primeras, y antes de la mediación del método, puede reconocerse una forma primaria de la verdad. Estaremos de acuerdo en que el ser está a la vista si y sólo si dejamos atrás el prejuicio de que para conocer al ser debemos apartar la mirada de las apariencias sensibles, y el de que no hay más conocimiento que la ciencia. Ahora bien, el ser se nos manifiesta en dos formas de ser radicalmente diferentes: la humana y la no humana. El conocer un mineral, una planta, un animal, exige principios, conceptos y métodos irreductibles a los que exige el conocer al hombre y su cultura. En lo natural rige la necesidad; en lo humano, la libertad. Y aunque lo humano no sea posible sin una base natural, no es tampoco posible sin superar esta base. El espíritu y lo espiritual ni flotan en un ámbito de inmaterialidad, ni son explicables en términos puramente naturales.  El principio de lo humano es entonces la libertad. Pero en el seno de la libertad ha germinado algo que Nicol llama "razón de fuerza mayor": el hombre y la cultura son reducidos, en nuestra época y por la fuerza de la necesidad, a servir como instrumentos para la satisfacción de la necesidad misma. El hombre se mecaniza, y con ello mata lo más propio de su ser. ¿Hay indicios de que este proceso pueda revertirse? No parece. Sin embargo, insiste Nicol, el hombre habrá de morir como hombre: ejerciendo su libertad. Tal sería el sentido de seguir haciendo filosofía en la época del agonizar de la humanidad del hombre. Principalmente a partir de los años setenta (aunque de esto hay antecedentes desde sus primeros textos publicados en México), el pensamiento de Eduardo Nicol adopta a la vez un tono melancólico y un gesto de heroísmo: por una parte se propone consumar una revolución mediante el retorno de la ciencia a sus fundamentos teóricos y vitales, sistemáticos e históricos, y por otra parte se deja poseer por la viva conciencia de que tal vez esa sea la última gran revolución posible de la filosofía.

### Ser e historicidad.
El pensamiento histórico de Nicol en torno al ser es una respuesta en contra del pragmatismo que invade el siglo XX. Según Nicol la vida ha sido dominada por una razón pragmática y universal que tiende a deshumanizar al hombre y negar su capacidad dialógica y creativa. La idea fundamental de hombre para Nicol, la cual se ha gestado históricamente, es la de un ser libre por necesidad y cuyo destino es formarse. Así, la historicidad de la verdad no es sino una continua manifestación y explicación de dos órdenes complementarios: el de la estructura temporal del ser y el de la necesidad que tiene el hombre de hacerse a sí mismo. Cuando el concepto de "dar libremente razón" del mundo se sustituye por la "razón de fuerza mayor", el ser humano pierde paulatinamente su individualidad y la capacidad de formarse a sí mismo, se vuelve indiferente masificado, sin conciencia del pasado y sin proyecto futuro. La "razón de fuerza mayor" es la postura a partir de la cual el hombre solamente busca su subsistencia y por ello pierde los vínculos de comunicación con lo otro y con el mundo, sustituyendo la búsqueda de la verdad por la mera utilidad. Con el dominio de la razón de fuerza mayor, la razón deja de orientarse hacia el conocimiento de la realidad y la construcción de un horizonte práctico, para explotarla con vistas a su aprovechamiento utilitario. Ello significa una reducción de la razón a una técnica productiva y mecanizada, regida por la necesidad y el afán de dominio de todo aquello que puede ser explotado. La historicidad depende del hombre, mientras el problema siga vivo y el hombre se perciba como el creador de sí mismo, la razón instrumental no podrá subordinar la búsqueda por la verdad. 

### Ser y lenguaje.
La Metafísica de Nicol se fundamenta en la idea de que todo hablar refiere a la realidad o al ser, por lo que es una Metafísica que se sustenta en la comunicación que permite el lenguaje. El lenguaje es el medio por el cual el hombre le da sentido a la realidad y a lo otro. La expresión es el dato fenomenológico fundamental de la complementariedad dialéctica de los atributos del ser humano y de su integración vital con el mundo. La expresión es, pues, eminentemente comunicativa, tanto de lo humano en general, del individuo en particular, como de lo otro. La expresión es además el lugar desde el cual el hombre revela su afán por complementarse sin lograrlo nunca, se le puede dar sentido a la presencia del ser, pero la expresión es el lugar desde el cual se hace consciente la condición de temporalidad e historicidad; la condición de la finitud frente  a la condición de eternidad. Es así como el hombre oscila entre lo dado y la posibilidad; entre lo que puede nombrar y a lo que otorga sentido, a la vez que se complementa a sí mismo. El ser se crea junto con los otros en una relación complementaria y simbólica.  Con el advenimiento del logos se da una misteriosa transformación en el interior del Ser, un desdoblamiento mediante el cual, dice Nicol, el Ser comienza a hablar de sí mismo, se hace presente en y con y por la palabra. Sin logos, Ser, materia y realidad serían idénticos. Es entonces el lenguaje donde se da también la distinción ontológica de lo existente. El lenguaje es el lugar común de la diferencia. 

### Lugar en la filosofía contemporánea
Cualquiera que sea el juicio que merezca el pensamiento filosófico de Nicol, no puede dejarse de admirar su intento de renovar la Metafísica, de establecer el fundamento unitario de la ciencia en general, de revelar la compatibilidad entre verdad y expresión, entre verdad e historia; sin olvidar su filosofía de la historia y su ontología de lo humano.
Deja como herencia para el trabajo filosófico del siglo XXI su tríptico final: El porvenir de la filosofía, La reforma de la filosofía y la Revolución de la filosofía (Crítica de la razón simbólica), donde aborda, primero, en la situación del hombre en un mundo invadido por la necesidad, poniendo en peligro la libertad humana; luego, la necesidad de recuperar el principio vocacional de la ciencia y la filosofía, y finalmente, el tema de la revolución del pensamiento filosófico que consiste en reconocer el ser como fenómeno, como “lo que está a la vista”.

## Obra
La obra filosófica de Nicol revela una larga y seria meditación, un conocimiento directo de las fuentes y un pensamiento propio y vigoroso. Filósofo riguroso y disciplinado, escritor limpio y elegante, es autor de las siguientes obras:
- Psicología de las situaciones vitales

Tesis doctoral, El colegio de México, 1941.
- La idea del hombre

México: Editorial Stylo, 1946; nueva versión en México: Fondo de Cultura Económicoa, 1977; versión facsimilar, México: Herder, 2004.
- Historicismo y existencialismo. La temporalidad del ser y la razón

Madrid: Tecnos, 1950; segunda edición, corregida, México: Fondo de Cultura Económica, 1960.
- La vocación humana

El Colegio de México, 1953.
- Metafísica de la expresión

Fondo de Cultura Económica, 1957; nueva versión, México: Fondo de Cultura Económica, 1974.
- El problema de la filosofía hispánica

Madrid: Tecnos 1961; segunda edición, México: Fondo de Cultura Económica, 1998.
- Los principios de la ciencia

México: Fondo de Cultura Económica, 1965.
- El porvenir de la filosofía

México: Fondo de Cultura Económica, 1972.
- La primera teoría de la praxis

México: Instituto de Investigaciones Filosóficas, Universidad Nacional Autónoma de México, 1978.
- La reforma de la filosofía

México: Fondo de Cultura Económica, 1980.
- La agonía de Proteo

México: Instituto de Investigaciones Filosóficas, Universidad Nacional Autónoma de México, 1981; México: Herder, 2004.
- Crítica de la razón simbólica. La revolución en la filosofía

México: Fondo de Cultura Económica, 1982.
- Ideas de vario linaje

Editado como parte del homenaje que la Facultad de Filosofía y Letras de la Universidad Nacional Autónoma de México, rinde a Eduardo Nicol y reúne varios ensayos, conferencias y artículos suyos, México: Universidad Nacional Autónoma de México, 1990.
- Formas de hablar sublimes: poesía y filosofía

México: Instituto de Investigaciones Filosóficas, Universidad Nacional Autónoma de México, 1990.
- Las ideas y los días. Artículos e inéditos 1939-1989

Compilación de sus artículos de periódico y otros textos inéditos, México: Afinita Editorial, 2007.
- Símbolo y verdad

Compilación de textos de Nicol, México: Afinita Editorial, 2007.